# Snartemosværdet
Snartemosvørdet et rigt dekorereret sværd fra folkevandringstiden, som er en del af Snartemofundene på gården Snartemo i Hægebostad i Vest-Agder i 1933. Det er omtalt som "det vakreste folkevandringstids gravfunn der til denne dag er gravet frem av norsk jord" (det smukkeste folkevandringstidsgravfund, der til denne dag er gravet frem af norsk jord).
Richard og Olav Kjellingland var i færd med at opdyrke et nyt stykke jord, da de fandt en stor flad sten, hvorunder der var et gravkammer, som indeholdt en række pragtgenstande fra jernalderen, heriblandt det gulddekorerede sværd, som blev kendt som Snartemosværdet. Sværdet er omkring 90 cm langt og rigt dekoreret. Håndtaget er belagt med fint ornamenteret guld og pommelen og parerstangen er dekoreret i germansk dyrestil. Det er et ringsværd, der er en særlig type folkevandringstidens sværd med en lille ring  monteret på parerstangen, og det er et af de ældste sværd, der er fundet af denne type.
Under anden verdenskrig forsøgte den tyske besættelsesmagt at få fat i sværdet og mange andre klenodier, fordi den ville bruge det til en udstilling, da sværdet og et stykke brikvævet sværdbælte, der blev fundet sammen med det, var dekoreret med et swastika. Snartemosværdet var gemt i en bankboks i Sparebanken i Fagernes, og det lykkedes ikke tyskerne at få det udstillet. Der blev fremstillet en kopi til Vidkun Quisling (på baggrund af tegninger og fotografier af originalen) som han fik overdraget den 1. februar 1943 af Arbeidstjenesten fra Nasjonal Samling på Akershus slot. Denne kopi er udstillet på Universitetets Oldsaksamling.
I 2000 blev der fremstillet en kopi af sværdet, som er udstillet på Tingvatn fornminnepark og besøkssenter, der er en del af Vest-Agder-museet IKS.
I Bautaparken ved Snartemo er der opstillet en kopi af sværdet, der er ti gange større end originalen, ved siden at stationen.
I efteråret 2025 udkommer bogen Jagten på Snartemosværdet. En historie om arkæologi, nazisme og kampen om fortiden af arkæolog og forfatter Jan Ingar Thon på Spartacus forlag. Den undersøger i detaljer begivenhederne omkring Snartemosværdet under den tyske besættelsen og baggrunden for nazisternes fascination af arkæologi og Norden.